# Burtongimpel
Der Burtongimpel (Callacanthis burtoni), auch Stieglitzgimpel genannt, ist eine Art aus der Unterfamilie der Stieglitzartigen (Carduelinae) und der einzige rezente Vertreter der Gattung Callacanthis. Die Art kommt ausschließlich in asiatischen Hochgebirgen vor. Die Art wird von der IUCN derzeit als nicht gefährdet (least concern) eingestuft.

## Erscheinungsbild

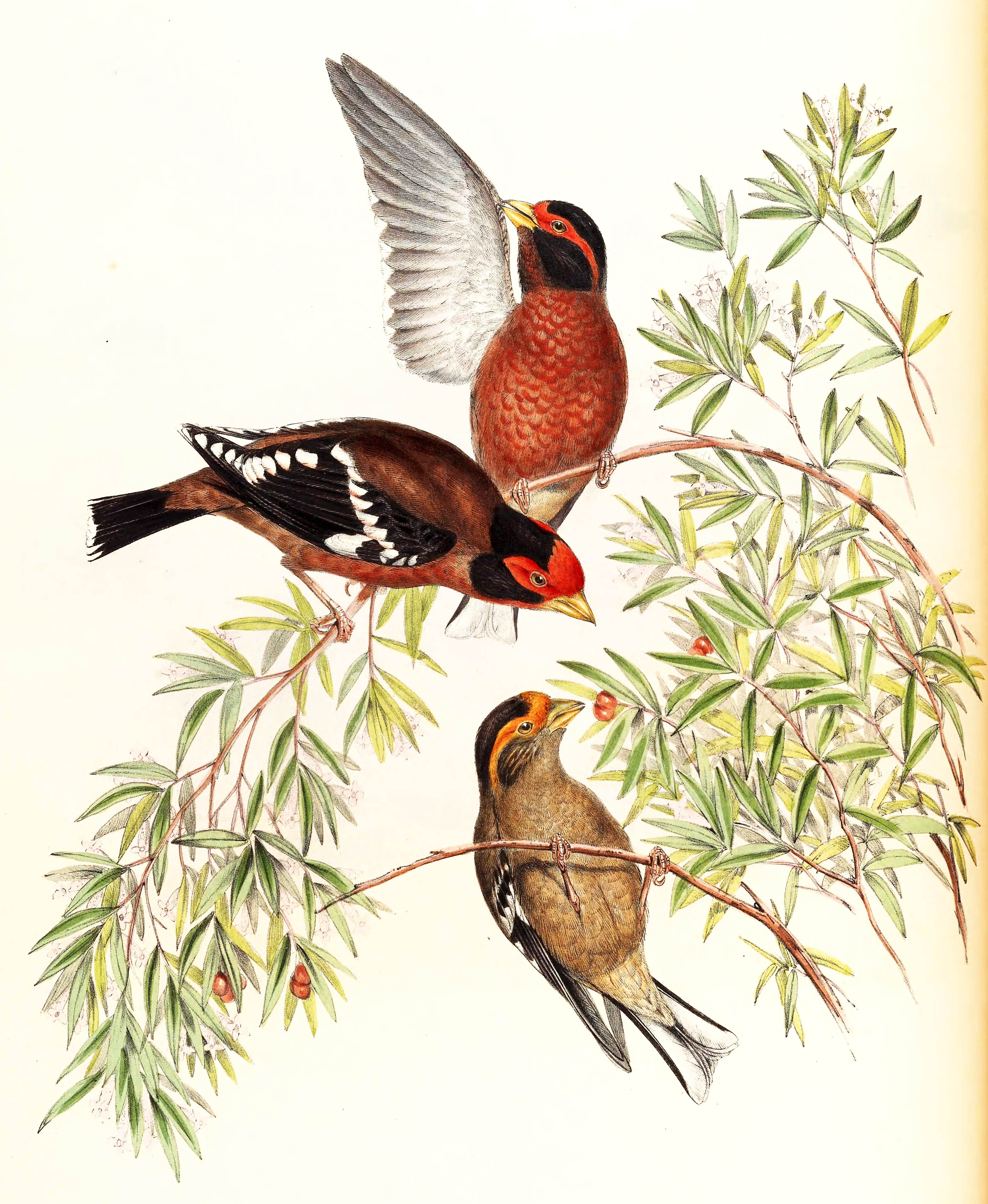
Burtongimpel, Illustration

Der Burtongimpel erreicht eine Körperlänge von siebzehn bis achtzehn Zentimetern. Ein Geschlechtsdimorphismus ist in geringem Maße gegeben. Die Weibchen sind insgesamt etwas stärker graubraun. Ihnen fehlt die orangefarbene Gesichtszeichnung.
Das Männchen des Burtongimpels ist insgesamt kastanienbraun gefärbt. Dabei ist die Körperoberseite etwas dunkler. Der Kopf, die Schwingen und der Schwanz sind schwarz. Die Stirn und die Umgebung der Augen sind rötlich orange. Die Spitzen der großen Flügeldecken sowie der Schwingen sind weiß. Die Füße sowie der Schnabel sind hell hornfarben. Die Augen sind braun.

## Lebensweise
Das Verbreitungsgebiet des Burtongimpels ist der Himalaya von Pakistan bis nach Sikkim. Ähnlich wie die Schneegimpel (Leucosticte) ist der Burtongimpel ein Vogel der Höhenlagen. Er kommt während des Sommerhalbjahres in Höhenlagen zwischen 2.000 und 3.500 Metern vor. Er ist ein Zugvogel, der während des Winterhalbjahres in tiefere Höhenlagen zieht. Er ist dann in Höhen oberhalb von 1.000 Metern anzutreffen.
Anders als der Schneegimpel errichtet der Burtongimpel sein Nest nicht am Boden, sondern in Koniferen in Höhen zwischen 3 und 21 Metern. Das Nest ist sehr fest und wird aus kleinen Zweigen, Grashalmen, Kiefernadeln und Haaren gebaut. Das Gelege besteht aus drei bis vier Eiern. Es brütet allein das Weibchen.

## Belege